# Quạ Mỹ
Quạ Mỹ (Corvus brachyrhynchos) là một loài chim thuộc Họ Quạ. Loài quạ này phân bố rộng rãi ở Bắc Mỹ.
Từ mỏ đến đuôi, một con quạ Mỹ có kích thước dài 40–50 cm, gần một nửa chiều dài là đuôi. Khối lượng thay đổi từ khoảng 300 đến 600 g (11 đến 21 oz). Con trống có xu hướng lớn hơn con mái.

## Chế độ ăn
Quạ Mỹ là loài ăn tạp. Chúng ăn động vật không xương sống, xác chết, thức ăn thừa bỏ đi của con người, hạt, trứng và chim non, cá mắc cạn trên bờ và các loại ngũ cốc khác nhau. Những con quạ Mỹ là những thợ săn tích cực và săn bắt chuột, ếch và các động vật nhỏ khác. Vào mùa đông và mùa thu, chế độ ăn của quạ Mỹ phụ thuộc nhiều hơn vào các loại hạt và trứng cá. Thỉnh thoảng, chúng lai vãng những người cho chim ăn. Quạ Mỹ là một trong số ít các loài chim đã được quan sát thấy sửa đổi và sử dụng các công cụ để có được thức ăn. 
Giống như hầu hết những con quạ, chúng lượm lặt thức ăn tại các bãi rác, phân tán rác trong quá trình này. Nếu có sẵn, ngô, lúa mì và các loại cây trồng khác là một loại thực phẩm yêu thích. Những thói quen này trong lịch sử đã khiến con quạ Mỹ bị coi là một mối phiền toái. Tuy nhiên, người ta nghi ngờ rằng tác hại của cây trồng được bù đắp bằng dịch vụ mà con quạ Mỹ cung cấp bằng cách ăn côn trùng gây hại. 